# Anzegem
Anzegem è un comune belga di 14 716 abitanti, situato nella provincia fiamminga delle Fiandre Occidentali.